# Călin Ioachimescu
Călin Ioachimescu (n. 1949 în București) este un compozitor român.

## Biografie
A absolvit Conservatorul din București, clasa de compoziție a profesorului Ștefan Niculescu, în anul 1975. Între anii 1980-1984, participă la cursurile internaționale de muzică nouă de la Darmstadt. Beneficiază de o bursă de documentare muzicală din partea guvernului francez, în 1982, participând cu această ocazie la Rencontres internaționales de musique contemporaine de la Metz și la manifestările I.R.C.A.M. de la Paris. Tot în Paris a urmat un stagiu de muzică pe computer, în 1985. A lucrat ca inginer de sunet la Radiodifuziune Română din anul 1980, ocupând, în paralel, funcția de director al Studioului de muzică electroacustică și de înregistrări al Uniunii Compozitorilor și Muzicologilor din România.

## Lucrări
Lucrările sale au fost distinse cu Kranichsteiner Musik Preis, acordat de Internaționales Musikinstitut (Darmstadt, 1984), Cu mai multe premii ale Uniunii Compozitorilor și Muzicologilor din România și cu Premiul Academiei Române (1994). Cercetările lui Călin Ioachimescu sunt îndreptate către obținerea unui limbaj muzical sintetic, definit de legi acustice sau psiho-acustice. Estetica lui se înscrie în orientarea care explorează lumea interioară a sunetului, utilizând rezonanța naturală în vederea pătrunderii la arhetipuri, la universal. Compozițiile sale atrag atenția asupra preocupării constante a autorului în privința investigării relației între sunetele fundamentale și armonice. Creația lui Ioachimescu investighează zone fierbinți ale relației dintre muzică și știință.

### Muzică simfonică
- Tempo 80 (1978)
- Simfonia (1986)
- Concerto pentru trombon, contrabas și orchestră (1975)
- Concert pentru saxofon și orchestră (1994)
- Oratio I (1979)
- Oratio II (1981)
- Hyerophonies alpha (1983)
- Muzică spectrală (1985)
- Baladă (1986)
- Celliphonia (1988)
- Palindrome/7 (1992)
- Les eclats de l Abîme (1995)

### Muzică de film
- Misiunea spațială Delta (1984)
- Novăceștii (1988)